# Partia Postępu (Islandia)
Partia Postępu (isl. Framsóknarflokkurinn) – islandzka partia liberalna oraz agrarna należąca do Międzynarodówki Liberalnej. Obecnym przewodniczącym partii jest Sigmundur Davíð Gunnlaugsson. W wyborach w 2007 Partia Postępu poniosła największą porażkę wyborczą, tracąc najwięcej przedstawicieli w parlamencie w stosunku do poprzednich wyborów. Porażka w wyborach sprawiła, że na stanowisku przewodniczącego zaszła zmiana. Dotychczasowego przewodniczącego Halldóra Asgrimssona zastąpił Sigurósson.
Partia w latach 1995–2007 była w koalicji z Partią Niepodległości. W latach 2004–2006 premierem Islandii był członek Partii Postępu Halldór Ásgrímsson. Po jego rezygnacji w 2006 odbyły się wybory i Partia Postępu oficjalnie przestała być koalicjantem Partii Niepodległości, która znalazła sobie sojusznika w postaci socjaldemokratycznego Sojuszu.
Główną ideologią partii pozostaje agraryzm, partia intensywnie wspiera rolników oraz rybaków. Korzenie partii sięgają właśnie ochrony praw tych grup zawodowych. Partia powstała w 1916 dzięki połączeniu dwóch partii o charakterze agrarnym, którymi były: Partia Rolników oraz Niepodlegli Rolnicy.
Partia stanowi obecnie jedną z najsilniejszych partii politycznych na Islandii, będąc często koalicjantem zarówno partii lewicowych, jak i prawicowych.

## Liderzy partii
- Ólafur Briem (1916–1920)
- Sveinn Ólafsson (1920–1922)
- Þorleifur Jónsson (1922–1928)
- Tryggvi Þórhallsson (1928–1932)
- Ásgeir Ásgeirsson (1932–1933)
- Sigurður Kristinsson (1933–1934)
- Jónas Jónsson frá Hriflu (1934–1944)
- Hermann Jónasson (1944–1962)
- Eysteinn Jónsson (1962–1968)
- Ólafur Jóhannesson (1968–1979)
- Steingrímur Hermannsson (1979–1994)
- Halldór Ásgrímsson (1994–2006)
- Jón Sigurðsson (2006–2007)
- Guðni Ágústsson (2007–2008)
- Valgerður Sverrisdóttir (2008–2009)
- Sigmundur Davíð Gunnlaugsson (od 2009)

## Wyniki wyborów
| Wybory  | Liczba głosów | % głosów | +/–%  | Liczba mandatów | +/– |
| ------- | ------------- | -------- | ----- | --------------- | --- |
| 1946    | 15 429        | 23,1     |       | 13              |     |
| 1949    | 17 659        | 24,5     | +1,4  | 17              | +4  |
| 1953    | 16 959        | 21,9     | -2,6  | 16              | -1  |
| 1956    | 12 925        | 15,6     | -6,3  | 17              | +1  |
| VI 1959 | 23 061        | 27,2     | +11,6 | 19              | +2  |
| X 1959  | 21 882        | 25,7     | -1,5  | 17              | -2  |
| 1963    | 25 217        | 28,2     | +2,5  | 19              | +2  |
| 1967    | 27 029        | 28,1     | -0,1  | 18              | -1  |
| 1971    | 26 645        | 25,3     | -2,8  | 17              | -1  |
| 1974    | 28 381        | 24,9     | -0,4  | 17              | ±0  |
| 1978    | 20 656        | 16,9     | -8,0  | 12              | -5  |
| 1979    | 30 861        | 24,9     | +8,0  | 17              | +5  |
| 1983    | 24 754        | 19,0     | -5,9  | 14              | -3  |
| 1987    | 28 902        | 18,9     | -0,1  | 13              | -1  |
| 1991    | 29 866        | 18,9     | ±0    | 13              | ±0  |
| 1995    | 38 485        | 23,3     | +4,4  | 15              | +2  |
| 1999    | 30 415        | 18,4     | -4,9  | 12              | -3  |
| 2003    | 32 484        | 17,7     | -0,7  | 12              | 0   |
| 2007    | 21 349        | 11,7     | -6,0  | 7               | -5  |
| 2009    | 27 699        | 14,8     | +3,1  | 9               | +2  |
| 2013    | 46 173        | 24,4     | +9,6  | 19              | +10 |